# Sandro Mamukelashvili
Alexander "Sandro" Mamukelashvili (géorgien : ალექსანდრე "სანდრო" მამუკელაშვილი), né le 23 mai 1999 à New York aux États-Unis, est un joueur américano-géorgien de basket-ball évoluant aux postes d'ailier fort et pivot.

## Biographie

### Carrière universitaire
Entre 2017 et 2021, il joue pour les Pirates de Seton Hall.

### Carrière professionnelle

#### Bucks de Milwaukee (2021-mars 2023)
Le 29 juillet 2021, il est sélectionné à la 54e position de la draft 2021 de la NBA par les Pacers de l'Indiana pour les Bucks de Milwaukee.
Le 4 août 2021, il signe un contrat two-way en faveur des Bucks de Milwaukee.
Il est coupé début mars 2023.

#### Spurs de San Antonio (mars 2023-2025)
Dans la foulée, il signe aux Spurs de San Antonio,. Il prolonge aux Spurs pour une saison en juillet 2023.

#### Raptors de Toronto (depuis 2025)
Début juillet 2025, il s'engage avec les Raptors de Toronto.

## Statistiques

### Universitaires
Les statistiques de Sandro Mamukelashvili en matchs universitaires sont les suivantes :
| Saison    | Équipe     | Matchs | Titul. | Min./m | % Tir | % 3pts | % LF | Rbds/m. | Pass/m. | Int/m. | Ctr/m. | Pts/m. |
| --------- | ---------- | ------ | ------ | ------ | ----- | ------ | ---- | ------- | ------- | ------ | ------ | ------ |
| 2017-2018 | Seton Hall | 34     | 0      | 9,6    | 47,1  | 29,6   | 60,0 | 1,90    | 0,50    | 0,20   | 0,50   | 2,60   |
| 2018-2019 | Seton Hall | 34     | 34     | 29,2   | 43,7  | 30,1   | 61,2 | 7,80    | 1,60    | 0,60   | 1,20   | 8,90   |
| 2019-2020 | Seton Hall | 20     | 18     | 26,1   | 54,0  | 43,4   | 65,8 | 6,00    | 1,40    | 0,50   | 0,60   | 11,90  |
| 2020-2021 | Seton Hall | 27     | 27     | 35,6   | 43,4  | 33,6   | 71,4 | 7,60    | 3,20    | 1,10   | 0,60   | 17,50  |
| Carrière  | Carrière   | 115    | 79     | 24,4   | 45,9  | 33,9   | 66,3 | 5,70    | 1,60    | 0,60   | 0,70   | 9,60   |

### Professionnelles

#### Saison régulière
| Saison    | Équipe      | Matchs | Titul. | Min./m | % Tir | % 3pts | % LF | Rbds/m. | Pass/m. | Int/m. | Ctr/m. | Pts/m. |
| --------- | ----------- | ------ | ------ | ------ | ----- | ------ | ---- | ------- | ------- | ------ | ------ | ------ |
| 2021-2022 | Milwaukee   | 41     | 3      | 9,9    | 49,6  | 42,3   | 81,8 | 2,00    | 0,50    | 0,20   | 0,20   | 3,80   |
| 2022-2023 | Milwaukee   | 24     | 0      | 9,0    | 32,8  | 21,9   | 66,7 | 2,30    | 0,70    | 0,20   | 0,20   | 2,40   |
| 2022-2023 | San Antonio | 19     | 7      | 23,3   | 45,3  | 34,3   | 69,2 | 6,80    | 2,40    | 0,50   | 0,40   | 10,80  |
| 2023-2024 | San Antonio | 46     | 5      | 9,8    | 47,1  | 29,7   | 73,5 | 3,20    | 1,10    | 0,20   | 0,30   | 4,10   |
| Carrière  | Carrière    | 130    | 15     | 11,7   | 45,4  | 33,0   | 72,6 | 3,20    | 1,00    | 0,20   | 0,30   | 4,70   |

## Records sur une rencontre en NBA
Les records personnels de Sandro Mamukelashvili en NBA sont les suivants, :
| Type de statistique        | Saison régulière | Saison régulière                  | Saison régulière |
| Type de statistique        | Record           | Adversaire                        | Date             |
| -------------------------- | ---------------- | --------------------------------- | ---------------- |
| Points                     | 34               | Knicks de New York                | 19 mars 2025     |
| Paniers marqués            | 13               | Knicks de New York                | 19 mars 2025     |
| Paniers tentés             | 18               | @ Cavaliers de Cleveland          | 10 avril 2022    |
| Paniers à 3 points réussis | 7                | Knicks de New York                | 19 mars 2025     |
| Paniers à 3 points tentés  | 9                | Cavaliers de Cleveland            | 18 décembre 2021 |
| Lancers francs réussis     | 6                | 2 fois                            | 2 fois           |
| Lancers francs tentés      | 6                | 9 fois                            | 9 fois           |
| Rebonds offensifs          | 8                | Grizzlies de Memphis              | 17 mars 2023     |
| Rebonds défensifs          | 12               | @ Grizzlies de Memphis            | 9 avril 2024     |
| Rebonds totaux             | 16               | @ Grizzlies de Memphis            | 9 avril 2024     |
| Passes décisives           | 6                | Jazz de l'Utah                    | 17 décembre 2022 |
| Interceptions              | 3                | @ Pelicans de La Nouvelle-Orléans | 21 mars 2023     |
| Contres                    | 2                | 7 fois                            | 7 fois           |
| Balles perdues             | 4                | @ Suns de Phoenix                 | 4 avril 2023     |
| Minutes jouées             | 43               | @ Cavaliers de Cleveland          | 10 avril 2022    |

- Double-double : 11
- Triple-double : 0

Dernière mise à jour : 1er avril 2025

## Distinctions personnelles
- Big East co-Player of the Year (2021)
- First-team All-Big East (2021)
- Haggerty Award (2021)